# Pieter Claesz. Soutman

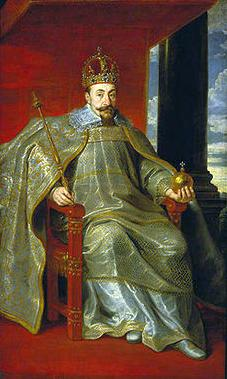
Zygmunt III w stroju koronacyjnym, 1626.

Pieter Claesz. Soutman (ur. ok. 1580 w Haarlemie, zm. 16 sierpnia 1657 tamże) – holenderski malarz wczesnego baroku, rytownik i wydawca.
Soutman praktykował w warsztacie Petera Paula Rubensa w Antwerpii, gdzie partycypował wraz z innymi uczniami w wykonywaniu wielu zamówień jakie wykonywała pracownia mistrza. Prawdopodobnie podczas wizyty królewicza Władysława Zygmunta Wazy w Antwerpii w 1624, został polecony przez Rubensa jako znakomity malarz. W tym też roku przybył do Polski, gdzie pełnił funkcję nadwornego malarza. Dla króla Zygmunta III wykonywał głównie portrety np. przypisywane mu wizerunki króla i królowej Konstancji Austriaczki w strojach koronacyjnych przechowywane obecnie w Bayerische Nationalmuseum w Monachium, obraz Zygmunt III na koniu, czy Martwa natura ze złotym pucharem, wykonany dla króla w 1624 r. Na dworze w Warszawie przebywał około czterech lat, by w 1628 r. powrócić do rodzinnego Haarlemu.